# Diego Mateo Alustiza
Diego Mateo Alustiza (Roldán, Santa Fe, Argentina, 7 de agosto de 1978) es un exfutbolista argentino. Jugaba de volante en Newell's Old Boys de Rosario de la Primera División Argentina hasta su retiro. Es el actual DT de la 6.ª división de Newell's Old Boys.

## Trayectoria

### Sus comienzos
Empezó en el San Lorenzo de Roldán, pasando por el Club Atlético de Funes (Ciudad de Funes). Ha jugado en Newell's Old Boys (entre las campañas 96-97 y 99-00), el Lecce italiano (2000-01) y el Racing de Santander, con quien debutó en Segunda el 13 de octubre de 2001 ante el Leganés. Con el club cántabro consiguió el ascenso a Primera División.

### Su paso por Europa y la vuelta a la Argentina
Fichó por el Valladolid procedente del Racing de Santander, donde llegó en la temporada 01-02 (con el equipo en Segunda), aunque sus derechos por entonces pertenecían al Danubio F.C. de Montevideo, club que le cedió al Real Valladolid hasta junio de 2005. Su presentación como jugador del Real Valladolid se produjo el martes 1 de febrero a las 13.00. Luego tuvo su paso por San Lorenzo y por el Hércules. En 2007 llegó a Gimnasia y Esgrima de Jujuy, equipo que en 2005 ascendió a la Primera División del Fútbol Argentino, jugó dos temporadas (2007-2008 y 2008-2009). En esta última temporada el equipo jujeño descendió a la segunda categoría.

### Su nueva etapa en Newell's
Finalmente, en julio de 2009, Diego Mateo acordó su regreso a Newell's, el club de sus inicios y de sus comienzos. Ha logrado campañas muy buenas con el equipo rosarino, como el subcampeonato del apertura 2009, la participación hasta cuartos de final de la Copa Nissan Sudamericana 2010 y el título de campeón del Torneo Final 2013. Actualmente es uno de los ídolos del equipo del parque independencia, caracterizado por su entrega en la cancha. Convirtió su cuarto gol en Newells en el empate 2 a 2 de Lanús. Su segundo gol lo convirtió de cabeza pero esta vez en una jugada de tiro libre donde cabeceo solo, así Newells ganó el partido 2 a 0 contra Quilmes.
Se retiró el 18 de diciembre de 2016, marcando el 4-0 en su último partido, la goleada 6-1 ante San Martín de San Juan, cumpliendo un ciclo soñado saliendo campeón con la camiseta de sus amores.

## Clubes
| Club                                | País      | Año         | Partidos | Goles · |
| ----------------------------------- | --------- | ----------- | -------- | ------- |
| Newell's Old Boys                   | Argentina | 1996 - 2000 | 92       | 4       |
| Lecce                               | Italia    | 2000 - 2001 | 15       | 0       |
| Racing de Santander                 | España    | 2001 - 2004 | 56       | 1       |
| Valladolid                          | España    | 2005        | 11       | 0       |
| San Lorenzo                         | Argentina | 2005 - 2006 | 12       | 0       |
| Hércules de Alicante Club de Fútbol | España    | 2006 - 2007 | 24       | 0       |
| Gimnasia de Jujuy                   | Argentina | 2007 - 2009 | 71       | 1       |
| Newell's Old Boys                   | Argentina | 2009 - 2016 | 184      | 4       |
| Total                               | Total     | Total       | 465      | 10      |

## Palmarés

### Campeonatos nacionales
| Logro                  | Club                | País      | Año     |
| ---------------------- | ------------------- | --------- | ------- |
| Ascenso a 1.ª División | Racing de Santander | España    | 2001/02 |
| Primera División       | Newell's Old Boys   | Argentina | F-2013  |